# Lights Out (album de Lil Wayne)
Pour les articles homonymes, voir Lights Out.
Albums de Lil Wayne
Tha Block Is Hot
(1999) 500 Degreez
(2002)
Singles
1. Get Off the Corner
Sortie : 2000
2. Everything
Sortie : 2000
3. Shine
Sortie : 11 novembre 2000

Lights Out  est le deuxième album studio de Lil Wayne, sorti le 19 décembre 2000.
L'album a été certifié disque d'or par la Recording Industry Association of America (RIAA) le 12 juin 2001.

## Liste des titres
Tous les titres ont été produits par Mannie Fresh.
| No  | Titre                                            | Durée |
| --- | ------------------------------------------------ | ----- |
| 1.  | Watch Them People (Intro)                        | 0:34  |
| 2.  | Get Off the Corner                               | 4:46  |
| 3.  | On the Grind                                     | 3:52  |
| 4.  | Hit U Up (featuring les Hot Boys)                | 5:11  |
| 5.  | Everything                                       | 4:43  |
| 6.  | Fuck Wit Me Now                                  | 4:33  |
| 7.  | Lil' One (featuring Big Tymers)                  | 3:11  |
| 8.  | Break Me Off (featuring Big Tymers et Unplugged) | 4:25  |
| 9.  | Skit                                             | 0:42  |
| 10. | Wish You Would                                   | 4:14  |
| 11. | Grown Man                                        | 4:07  |
| 12. | Shine (featuring les Hot Boys)                   | 5:04  |
| 13. | Jump Jiggy                                       | 4:13  |
| 14. | Realized                                         | 4:00  |
| 15. | Tha Blues                                        | 3:49  |
| 16. | Let's Go (featuring Big Tymers)                  | 4:22  |
| 17. | Biznite                                          | 4:44  |
| 18. | Act A Ass (featuring B.G.)                       | 4:08  |
| 19. | Beef                                             | 4:24  |

## Classement
| Chart (2000)           | Meilleure position |
| ---------------------- | ------------------ |
| Billboard 200          | 16                 |
| Top R&B/Hip-Hop Albums | 2                  |